# Gymnocarpos dhofarensis
Gymnocarpos dhofarensis är en nejlikväxtart som beskrevs av L. Petrusson och M. Thulin. Gymnocarpos dhofarensis ingår i släktet Gymnocarpos och familjen nejlikväxter. Inga underarter finns listade i Catalogue of Life.